# Richard Brakenburg
Richard Brakenburg (Haarlem, 1650 – Haarlem, 1702) è stato un pittore olandese.

## Biografia

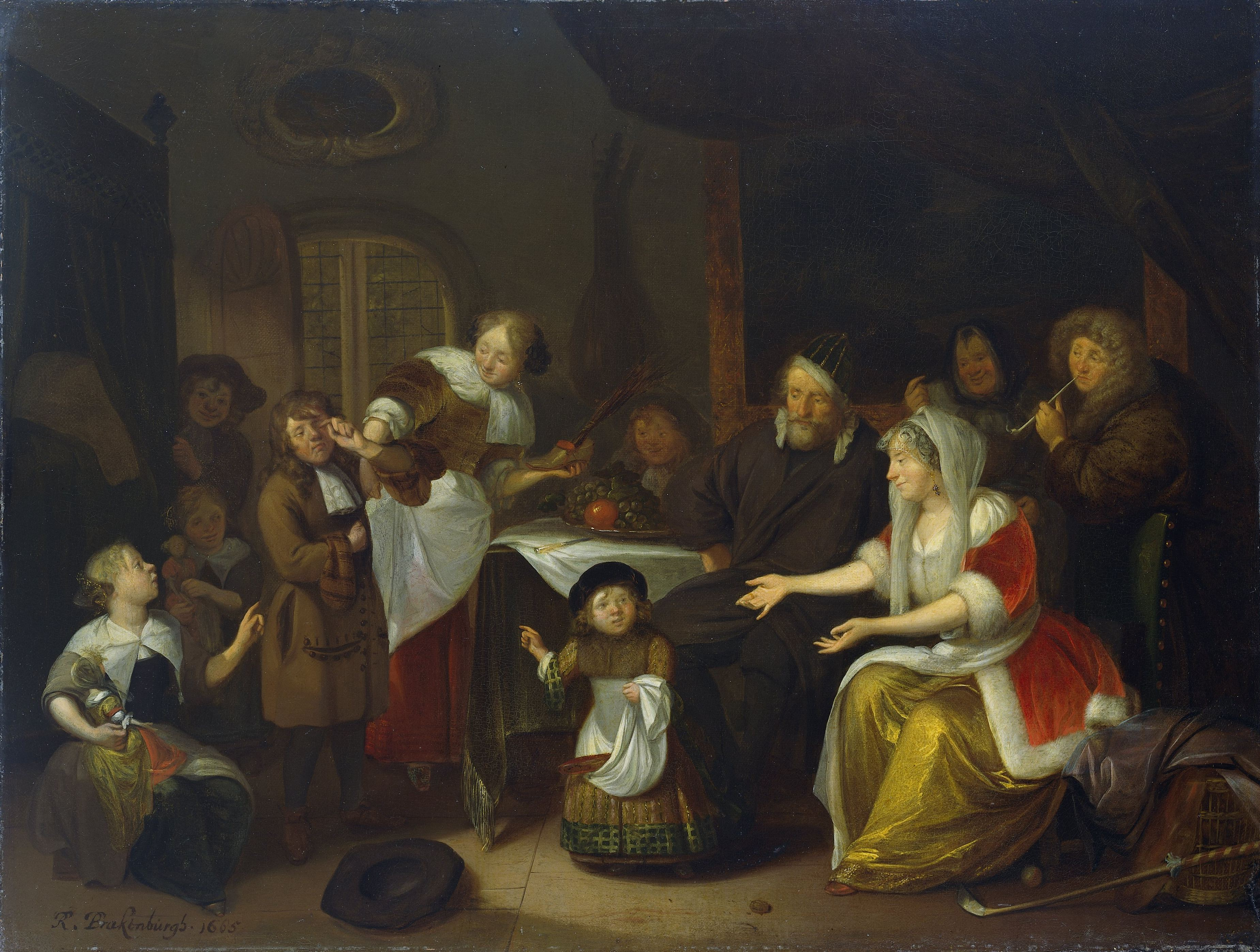
Festa di San Nicola

Iscritto alla Gilda di San Luca di Haarlem nel 1669, operò pure a Leeuwarden. Fu allievo di Adriaen van Ostade e probabilmente anche di Steen, delle opere del quale riprende numerosi spunti, senza grandi originalità e con qualche volgarità nel colore, più vivace, e nel sovraccarivo delle composizioni. I dipinti sono peraltro numerosi, tra questi si ricordano quelli conservati a Bordeaux e a Lilla.